# Bahnhof Husum
|  | For stationen i Storkøbenhavn, se Husum Station. |
Husum Station (tysk Bahnhof Husum) er en jernbanestation i Husum, beliggende øst for byens centrum. Stationsbygningen blev indviet i 1910. Stationen har 4 perroner.
På baneterrænet ligger stadig den oprindelige banegård fra banens indvielse 1854, tegnet af M.G. Bindesbøll.

## Togforbindelser
Fra Husum er der forbindelser til Hamborg-Altona, Vesterland på Sild, Kiel, Slesvig by og Sankt Peter-Ording på Ejdersted.
| Tog         | Linje                                 |
| ----------- | ------------------------------------- |
| InterCity   | Hamborg-Husum-Vesterland på Sild      |
| Regionaltog | Husum-Slesvig by-Kiel                 |
| Regionaltog | Husum-Sankt Peter-Ording på Ejdersted |